# SAKON（左近） -戦国風雲録-
『SAKON（左近） -戦国風雲録-』（さこん せんごくふううんろく）は、原作：隆慶一郎、脚本：二橋進吾、漫画：原哲夫による日本の漫画。『月刊少年ジャンプ』（集英社）にて、1997年5月号から2000年5月号まで連載された。
原は隆の小説『影武者徳川家康』を漫画化して『週刊少年ジャンプ』で連載したものの、打ち切りとなった。その後、主人公を変更すると共にバトル漫画として大幅にアレンジしたものが本作であり、刀の一撃で数十人の敵を倒す場面や、超能力に類する必殺技、原の過去作品『北斗の拳』を思わせる奇妙な断末魔などが多数登場する。

## あらすじ
石田三成から豊臣秀頼の安泰を託された戦国の豪勇であり義人・島左近が、家臣の甲斐の六郎や徳川家康の影武者である世良田二郎三郎元信と共に、真実を知り日本を支配しようとする徳川秀忠らの勢力と対決する。

## 登場人物
ここでは『SAKON（左近） -戦国風雲録-』に登場する人物を紹介する。

### 主要人物
島左近（しま さこん）
主人公。名は勝猛（かつたけ）。9歳の頃、戦で重傷を負い動けなくなったため死を願う父とその心を理解し自害に連れ添う母と死別。その際、母から庭に咲く桜の巨木のような強い男になれ、と諭され強き男になること、死に場所を見つけることを決意する。左近のその想いの形として桜の巨木の一枝を肌身離さぬようになる。
筒井氏家臣であったが出奔、一刻も早く乱世を終わらせたいと語る石田三成の義に惚れ込み、同志となる。墨炎（すみほむら）と呼ばれる戦場刀を持ち鉄砲玉を弾き返す、一振りで10人以上蹴散らす、瀕死でも幻霧斎の「羅刹円月斬」を見切り防ぐなど比類なき戦闘力、怪力を誇り、鬼左近の異名を持つ（羅刹の一人である天鬼坊もそのタフさに「このバケモノめ」と驚愕している）。墨炎が折れた後は風魔に伝わる名刀・白雷（はくらい）を譲り受ける。
甲斐の六郎（かいのろくろう）
左近の家臣である忍び。左近とは深い絆でつながっている。背中に鯉の刺青をしている。かつて殺されそうになったところを左近に救われた。関ヶ原の戦いでは徳川家康を討ち取ることに成功する。戦後、天下を狙う徳川秀忠のもと羅刹の出現により世良田二郎三郎から「西の羅刹あれば、東に風魔あり」と風魔を味方にすることを求められ、風魔の血族であるおふうと「血の契約」を結ぶ。風魔の里で統領・風魔小太郎と対決し見込まれ、「風魔不動雷電」を伝授される。
幻霧斎の円月斬・二刀流により左腕を失うが、「風魔不動雷電」で幻霧斎を撃退することに成功する。羅刹との戦いの後、単身秀忠の元に向かい気づかれることなく、その髷に刀を突きその野望を諦めさせる。
世良田二郎三郎元信（せらだじろうさぶろうもとのぶ）
徳川家康の影武者。家康とは瓜二つ。関ヶ原の戦いで主君・家康が忍びに刺殺される所を目撃するが自身が家康となり東軍が崩れるのを防ぎ勝利に導いた。戦後、真実を知った家康の子・秀忠に生命を脅かされたので左近と手を組む。過去に傭兵として一向宗の門徒に加わり、織田軍と戦った経験を持つ。鉄砲の名手で織田方の指揮官を次々に狙撃していった。しかし戦闘中におせきを失ったことから激高、本多正信と共に織田信長の狙撃を敢行するが、信長を正面から見た時本人も知らぬ時代を先読みすることのできる才能が自然と銃口を下げてしまい、討ち取ることが出来なかった。
漫画版の「影武者徳川家康」においては、少年漫画の主人公らしくアレンジされ、老年ながらも美男子に描かれていたが、本作においては脇役となったためか、肥満体として描かれ、むしろ原作小説の描写に近くなっている。

### 主要人物関係者
お梶の方（おかじのかた）
徳川家康の愛妾、絶世の美女。聡明でかつ容姿端麗。太田道灌の一族。影武者である次郎三郎の正体を知ったが彼に協力しおふうを紹介する。
おふう
風魔小太郎の娘。元はお梶の方付きの忍びをしていた。風魔の里に行く六郎と「血の盟約」を契る。後に甲斐の六郎の妻となり一子を儲ける。
風魔小太郎（ふうまこたろう）
おふうの父。箱根を根城とする風魔忍者の統領。巨人のような伝説とは違い背は低く優しそうな風体をしている。しかし、その力は相手に伝説である風魔小太郎を感じさせる程の衝撃力、威力を持つ。左近から書状を受け取っていたが、使者の六郎の覚悟、また、娘の相手にふさわしいかを見るため対決をする。その後、六郎を認め、「風魔不動雷電」を授ける。
石田三成（いしだ みつなり）
島左近の主君。大名になったばかりの頃仕官させようと牢人であった左近のもとを訪れ、秀吉より与えられた知行4万石の書付を半分に裂き、片方を左近に渡し対等の同志となって欲しいと伝える。また自分は戦が嫌いであると吐露し、それ故秀吉の下、天下を統一し戦国の世を無くしたい。その為に左近の力が必要であることを説き、左近に惚れられる。
関ヶ原の戦いで敗北後、徳川方に捕縛されるが、家康を影武者と知りながら豊臣家の後を託し、処刑直前に現れた左近に家康と会うように伝え斬首される。
加藤数馬（かとう かずま）
今は武蔵屋伊兵衛と名乗っている呉服商人。かつては仙台伊達氏の家臣であった。左近の遠い親戚でもある。おなつなど孤児となった子供達を引き取り、その面倒を見ている。
おなつ
京言葉を話す10代の娘。戦災で家族を失い、孤児となったところを数馬に引き取られた。
おせき
次郎三郎が愛した女性。敬虔な一向宗門徒で伊勢長島の戦いの折、織田方に捕えられて人質になったが、自分のために降伏するようなことがあってはならないとし、突きつけられていた刀で自らの喉を斬った。
お珠（おたま）
左近の実の娘。柳生兵庫助と恋仲になる。
柳生兵庫助（やぎゅう ひょうごのすけ）
柳生宗矩の甥。柳生の人間に暗殺などをさせる叔父に怒り、左近や次郎三郎を襲撃してきた柳生の同門たちを心では慟哭の涙を流しながら斬り伏せていった（その際、彼らを確実に斬殺するという意思表示のため素顔を晒していた）。それは誇り高き柳生の剣士が暗殺者に身を落とすことに我慢ならなかったからである。その後、羅刹の一人・月羆が羅刹破山蓋世に乗じて逃亡するところを一気に間合いを詰め両断する。左近の娘・お珠とは恋仲である。
七郎（しちろう）
六郎とおふうとの間に生まれた男子。

### 徳川秀忠方
徳川秀忠（とくがわ ひでただ）
家康の三男。家康が死んだことを知り、柳生や羅刹を使い島左近、世良田次郎三郎、豊臣秀頼を殺し、日本を我が手にしようと動き出す。初登場時、御簾の裏で大勢の裸の女性を侍らせていた。
柳生宗矩（やぎゅう むねのり）
柳生家の総帥。柳生の名を上げるため徳川秀忠に接近し、左近の首を取ることを目論む。最初、石田三成処刑場で配下の軍勢で左近を待ち伏せしていたが、失敗。その後、関ヶ原で左近と世良田次郎三郎との邂逅に柳生裏忍びを差し向けるが、左近の力、次郎三郎の家康並の威光により戦意を喪失、撤退に追い込まれる。
彼は普段自らが戦うことはないが、関ヶ原で左近と対峙したとき左近と互角に渡り合い、その実力を披露した。
柳生八虎（やぎゅう はちとら）
柳生宗矩配下。地割包丁と呼ばれる巨剣を持ち、顔の左に傷跡がある大男。石田三成処刑場に現れる島左近を討つため、宗矩ら柳生の軍勢と共に待ち伏せしていた。宗矩、六郎の発言や柳生新陰流・無形の位を会得していることなど踏まえて実力はかなりのものと推測される。しかし、左近に地割包丁ごと体を真っ二つにされ返り討ちに遭う。
柳生七郎左衛門（やぎゅう しちろうざえもん）
柳生石舟斎の弟。松吟庵と号する。柳生新陰流やそれを創り出した兄を軽蔑しており、自身の力を示すことでのし上がろうとする。左近たちを葬るため幻霧斎、紅の2人の羅刹に敵を操る術を伝授した。この2人と共に風魔の忍びを操り里に侵入したがその所業、言動に怒った左近の白雷の一撃に六郎の不動雷電を乗せた攻撃が炸裂し（防御壁を張るが破られ）、真っ二つにされる。
三左衛門（さんざえもん）
駿府で左近や次郎三郎を襲撃してきた柳生の一人。柳生の剣は暗殺などをするものではないと現れた兵庫助に「無形の位」で斬られる。その際、かつての楽しかった稽古をしていた頃を思い出し、それを懐かしんでいた。

### 羅刹
祖先は大陸からやって来た民。室町から戦国期にかけ山陰の尼子氏の元で諜報、暗殺に従事した。尼子氏滅亡と共に姿を消していた。

#### 羅刹七人衆
鷹麻呂（たかまろ）
左近が最初に戦った羅刹。鷹を自在に操る。大阪城で左近と豊臣秀頼との面会時に秀頼の命を狙って襲撃を掛けてきた。何もない所から突如、腕を現し秀頼を殺害しようとしたが左近の剣に防がれる。剣技・幻術を駆使し、左近と戦う。去り際に左近の斬撃を受けたが自身は幻と思っており、他の羅刹が待つ場所へ帰還する。体が癒えていない左近は敵ではないという趣旨の発言をしたが、直後、体が真っ二つに折れ、絶命。猿羅曰く、半時前に死んでいた。なお、彼の発言から息子がいるようだが、劇中には登場していない。
猿羅（ましら）
背は低く、猿に似ている風貌をしている羅刹。風魔と戦闘中、片目を失うが、それをものともしない程、戦闘のセンスが高い。その後、六郎と戦うが彼の燐を仕込んだ血飛沫が顔にかかり発火。悶えている所を、首を斬られた。
幻霧斎（げんむさい）
長髪で優しそうな風貌をしているが、恐るべき剣技「羅刹円月斬」を使う羅刹。いかなる場所でも太陽を背に、自身の太刀筋を隠す「羅刹円月斬」で多くの風魔の手練れを葬る。六郎との戦闘では万全ではない彼を瀕死の重傷に追い込むが、渾身の「風魔不動雷電」で体を動かすことができないほどのダメージを受ける。この自分の状態を恥辱と感じ、六郎をこの手で斬らなければ済まないと撤退。その際、傷が癒えたとき再戦を約す。そして、風魔の里侵入時、六郎と再戦。二刀での「円月斬」で六郎の左腕を両断、追い込むも、両腕からの「不動雷電」に破れる。その後、紅と共に旅に出た六郎の代わりの護衛となる。
烏丸（からすま）
無数の烏を操ることの出来る羅刹。容貌は小柄な醜男で、顔立ちの良い幻霧斎とは馬が合わないと思われる。戦闘は主に操る烏に爆弾や刃物をつけて攻撃させ自身は烏に指令を出すにとどまる。駿府付近の貧農の村で左近を襲撃した。その時、助太刀に出た五郎ェ門を殺害したことから左近が激怒、爆薬を纏った烏の大群による特攻も不意に現れた風魔が左近を手助けし回避され、左近の斬撃を受け真っ二つになり、「大」の字ならぬ「北」の字で地面に墜落する。
月羆（つきひぐま）
羅刹一の巨躯を誇る。長年の修行で気を溜め込み自在に調節できる力を会得した。駿府で左近、六郎らと対峙。彼らを羅刹破山蓋世で吹っ飛ばすが、その際のちょっとした油断が仇となり、柳生兵庫助にバラバラに斬られてしまった。
紅時之丞（くれないときのじょう）
マントを纏っている羅刹。容姿は幻霧斎にも引けを取らない美形。彼の術は披露されていないが、他の羅刹と同様、恐るべきものであると思われる。瀕死とはいえ六郎の背後を一瞬で取り、彼の首に刀をつけたなど動きは速い。柳生七郎左衛門から敵を操る術を伝授され風魔の里に容易に侵入する。武人・左近をかつての主君、山中鹿之介と同様の存在と感じる。左近の義、武に対して妖術や幻術で戦うのは紅自身が許せるはずもなく、彼も剣術で左近の相手をした。その後、幻霧斎と共に旅に出た六郎の代わりに護衛を務める。
天鬼坊（てんきぼう）
左近が二番目に倒した羅刹。坊主の風体をしているが袈裟を取ると短髪で精悍な顔をしている。廃寺にいた左近らを急襲した。カラクリのついた六角棒を使い深手の左近を苦しめる。触れると大木さえも貫く数珠での攻撃「宝珠散華舞」を弾き返されたが、自分の武器でやられるはずもないと容易に数珠を掴むが、同時に投げられた左近の刀には反応が遅れ体を貫かれた。彼もまた死に場所を探していたため、満足げな笑みを浮かべて息を引き取った。

### 風魔
ニビ
長髪に髭を生やした精悍な顔つきの風魔。
アサギ
坊主頭の風魔。瀕死の重傷に陥った左近とおふうの避難の刻を稼ぐため、十文字の槍を手に幻霧斎と対峙するが、円月斬により斬られる。死の間際、六郎に幻霧斎の刀法を伝える。
ヒワ
羅刹・猿羅と戦った双子の風魔。
ヒワの兄
羅刹・猿羅と戦った双子の風魔。風魔忍法・双ツ躰で猿羅の背後を取るが、右腕を切り裂かれる。猿羅を討ち取ろうと飛びかかるが、正面に立った幻霧斎の円月斬により殺される。
風斎（ふうさい）
先代の風魔小太郎。
アカネ
右目に眼帯を巻く風魔。紅時之丞の秘術で操られ、師匠・風斎へ刀を向けるが、交差直前に自力で術を解き、風斎を殺害するのを防いだ。

### その他の武将
徳川家康（とくがわ いえやす）
関ヶ原の戦いで東軍の総大将を務めた武将。戦闘開始後、使い番・野々村四郎右衛門に扮した甲斐の六郎に暗殺されるが、影武者・世良田次郎三郎が徳川家康として指揮することになる。
田中吉政（たなかよしまさ）
関ヶ原の戦いに参戦した東軍の将。島左近の軍と激突するが、瞬く間に300mも後退させられる。
本多忠勝（ほんだ ただかつ）
関ヶ原の戦いにおける家康の死の真相を知る数少ない将。その後の秀忠の行動に不信感を持つ。
本多正信（ほんだ まさのぶ）
かつて「道々の者」であった世良田次郎三郎を家康の影武者にするべく、次郎三郎と行動を共にしていた。伊勢長島の戦いにおいてその力を発揮していた。
織田信長（おだ のぶなが）
左近の回想で登場。伊勢長島の戦いの折、家臣に門徒たちの皆殺しを命じたが、おせきを失った次郎三郎に鉄砲で狙われ、傷を負う。
柴田勝家（しばた かついえ）
左近の回想で登場。伊勢長島の戦いの折、信長が降伏してきた門徒たちが出てきた所を皆殺しにしろと命じた際、唖然とした表情を浮かべていた。
羽柴秀吉（はしば ひでよし）
左近の回想で登場。伊勢長島の戦いの折、信長が降伏してきた門徒たちが出てきた所を皆殺しにしろと命じた際、柴田勝家と同じく唖然とした表情を浮かべてた。
山中鹿之介（やまなか しかのすけ）
羅刹のかつての主君。尼子家再興を目指すが、秀吉に裏切られる。劇中では秀吉を殺せと叫びながら死する。
大野治長（おおの はるなが）
豊臣家の重臣。
片桐且元（かたぎり かつもと）
豊臣家の重臣。
柳生宗厳（やぎゅう むねよし）
かつて大和で筒井家と戦い、左近と一騎討ちをした。その後、柳生新陰流を編み出す。そして、その剣を悪用しようとした弟・七郎左衛門を追放する。
加藤清正
肥後52万石の大名。顔だけ登場。
浅野幸長
紀伊37万6000石の大名。顔だけ登場。

### その他
お涼（おりょう）
作中未登場。左近に仕える前の六郎が仕えていたある武家の娘。六郎は彼女と恋仲になり、その家の他の家臣から拷問を受けていた。
淀の方（よどのかた）
豊臣秀頼の母。
豊臣秀頼（とよとみ ひでより）
豊臣秀吉の子。真実を知った秀忠から命を狙われる。
本願寺顕如（けんにょ）
名は光佐。顔だけ登場。
中田五郎右ェ門（なかたごろううえもん）
関ヶ原で石田軍として戦った武士であったが、戦後、駿府付近で貧農として暮らしていた。2人の男子がいる。羅刹・烏丸に襲われた左近に助勢するため、決して手放さなかった先祖代々伝わる鎧を纏い、槍を持って烏丸の操る烏に立ち向かう。しかし、爆薬を付けられた烏の突撃に遭い、左近に太平の世の到来を懇願し絶命する。

## 技
柳生新陰流・無形の位（やぎゅうしんかげりゅう・むぎょうのくらい）
構えなき構え。相手は打ち込もうにも打ち込めない。新陰流の実力者が使用する。
柳生裏忍び雪崩萬獄の陣（なだればんごくのじん）
一人一人が屈強な柳生の忍びが肩車をして一斉に襲い掛かる（六郎が山と見間違うほど巨大な陣）。裏柳生家伝には「この陣を抜けた者はいないため、どのような陣か不明」とある。
柳生新陰流奥義・無刀取り（やぎゅうしんかげりゅうおうぎ・むとうどり）
いわゆる真剣白刃取り。
宝珠散華舞（ほうじゅさんげまい）
天鬼坊が使った技。自身の持つ数珠を投げつける（その数珠一つ一つが大木をも砕く威力を持つ）。
火輪転生（かりんてんしょう）
六郎の使う技。切り裂くと同時に燐をかけて相手を燃やす。
火掌大輪（かしょうだいりん）
六郎の使う技。風魔小太郎との戦いで使用。小太郎の巨大な衝撃力に対抗するため、自身の手を燃やし、そこから巨大な火輪を作り出し小太郎にぶつけた。
風魔忍法・双ツ躰（ふうまにんぽう・ふたつみ）
風魔のヒワとその兄による連携攻撃。猿羅を少々驚かせたが、見切られる。
羅刹円月斬（らせつえんげつざん）
どのような状況でも太陽を背に影を作り出し、相手に自身の太刀筋を読ませず斬る、幻霧斎の剣技。
風魔屏風千本（ふうまびょうぶせんぼん）
アサギが羅刹円月斬に対し使った技。槍が無数に見える程の速さで相手を突く。しかし、羅刹円月斬には通じなかった。
風魔骨絡み（ふうまほねがらみ）
剣を身に受けた者が使用する風魔の技。相手の剣を固定し抜けないようにする。幻霧斎には通じず。
死中十字殺（しちゅうじゅうじさつ）
六郎が羅刹円月斬を見極めるため使った甲斐忍法。自身を4つに分身させる。
羅刹円月斬・四殺刃（らせつえんげつざん・しさつじん）
六郎の死中十字殺に対し幻霧斎が使った技。一瞬で四方を切りつける。
風魔不動雷電（ふうまふどうらいでん）
六郎が風魔小太郎から伝授された技。自身の気力と心力とを練り合わせ、対象を握り潰す感覚で放たれる遠方の敵を攻撃する気打。紅は「居すくみの術」と分析した。初期は1回しか体力が持たなかったが、修行により何度も撃てるようになった。
羅刹破山蓋世（らせつはざんがいせい）
月羆が使った技。風魔不動雷電と似たような技であるが、長年の修行で冬眠のため餌を蓄える熊のように気力の調整が出来るようになった。威力は爆風で遠くの相手を吹っ飛ばせる程強大。月羆はこの技を隠れ蓑に逃亡しようとした。

## 単行本
※バンチワールド版以降からは『影武者徳川家康外伝 左近 -戦国風雲録-』に改題されている。
ジャンプ・コミックス（集英社）全6巻
バンチワールド（コンビニコミック）（新潮社）
- バンチワールド版 全7巻 - 2002年刊行
- バンチワールド スペシャル版 全2巻
  - バンチワールド版では、コラムコーナー「バトル・オブ・戦国」（解説：司悠司）と「ラーメン戦国見聞録」（解説：著八怪）を掲載。

完全版コミックス（徳間書店）全4巻 2007年 - 2008年刊行
- 『月刊少年ジャンプ』掲載時のカラーページが、デジタル処理で復活している。

ライジンコレクション 一気読み（コンビニコミック）（コアミックス）全2巻 2009年刊行
- 巻頭カラーに、ジャンプ・コミックスに使われた表紙イラストを再録掲載。

文庫版コミックス（徳間書店）全3巻 2010年刊行